# ميشيل بوفير
ميشيل بوفير هو عالم كيمياء حيوية كندي، ولد في 14 سبتمبر 1958.